# 偶然の旅人
『偶然の旅人』（ぐうぜんのたびびと）は、村上春樹の短編小説。

## 概要
村上は『新潮』2005年3月号から6月号まで、「東京奇譚集」と題する連作の短編小説を続けて掲載した。本作品は3月号に発表されたその1作目である。
本作の冒頭で村上は「この場所を借りて、いわば物語の前置きとして、これまでに体験した不思議な出来事について手短に語ってみたい」と記し、ケンブリッジで聴いたトミー・フラナガンの演奏と、ペパー・アダムズのレコード『10 to 4 at the 5 Spot』にまつわるあるエピソードを紹介している。この二つのエピソードは、1994年に刊行されたエッセイ集『やがて哀しき外国語』でも読むことができる。

### 英訳
| タイトル | Chance Traveler                                             |
| 翻訳     | フィリップ・ガブリエル                                      |
| 初出     | 『Harper's』2005年7月号                                     |
| 収録書籍 | 『Blind Willow, Sleeping Woman』（クノップフ社、2006年7月） |

各国語の翻訳の詳細は「めくらやなぎと眠る女 (短編小説集)#翻訳」および「東京奇譚集#翻訳」を参照のこと。

## あらすじ
彼はピアノの調律師をしている。41歳でゲイである。三歳下のボーイフレンドがいるが、別々に暮らしている。彼がいちばん愛好しているのはフランシス・プーランクの曲だった。
「プーランクはゲイでした。そして自分がゲイであることを、世間に隠そうとはしませんでした」と彼はあるとき言った。「僕」もプーランクの音楽は昔から好きだ。だから彼が仕事でピアノの調律に来たときは、『フランス組曲』とか『パストラル』とかを演奏してもらうことがある。
彼は火曜日になると車で多摩川を越え、神奈川県にあるアウトレット・ショッピング・モールに行った。モールの中にある書店に入って、本を買い求め、書店の一角に設けられたカフェでコーヒーを飲みながら本を読むのがいつもの過ごし方だった。
その火曜日の朝、彼はチャールズ・ディッケンズの『荒涼館』を読んでいた。洗面所から席に戻ると、隣のテーブルで同じように本を読んでいた女性が彼に声をかけてきた。「今お読みになっておられるご本なんですが、それはひょっとしてディッケンズじゃありませんか？」
偶然にも二人がそのとき読んでいたものは同じ著者の同じ本だった。翌週の火曜日、彼がカフェで本を読んでいると彼女がやってきた。そしてそれぞれに黙々と『荒涼館』を読んだ。